# あさぎり町立岡原中学校
あさぎり町立岡原中学校（あさぎりちょうりつ おかはるちゅうがっこう）は、かつて熊本県球磨郡あさぎり町岡原北にあった公立中学校。通称「岡中（おかちゅう）」。

## 沿革
- 1947年（昭和22年） - 岡原村立岡原中学校創立
- 2003年（平成15年） - 5町村合併により、あさぎり町発足。それに伴い「あさぎり町立岡原中学校」と改称
- 2012年（平成24年）4月1日 - あさぎり町管轄の5つの中学校があさぎり町立あさぎり中学校に統合される事に伴い、閉校した。

## 部活動

### 運動部
- 野球部
- 男子バレーボール部
- 女子バレーボール部
- 陸上競技部

### 文化部
- 音楽部